# Vuurdwerghoningeter
De vuurdwerghoningeter (Myzomela rubratra) is een zangvogel uit de familie Meliphagidae (honingeters).

## Verspreiding en leefgebied
Deze soort is endemisch in Micronesië en telt zeven ondersoorten:
- M. r. asuncionis: noordelijke Marianen.
- M. r. saffordi: zuidelijke Marianen.
- M. r. kobayashii: Palau.
- M. r. kurodai: Yap (Carolinen).
- M. r. major: Chuuk (Carolinen).
- M. r. dichromata: Pohnpei (Carolinen).
- M. r. rubratra: Kosrae (Carolinen).

## Status
De grootte van de populatie wordt geschat op 850.000-900.000 vogels. Op de Rode lijst van de IUCN heeft deze soort de status niet bedreigd.